# Communauté de communes des Ballons des Hautes Vosges et de la Source de la Moselle
La communauté de communes des Ballons des Hautes Vosges et de la Source de la Moselle est une ancienne communauté de communes française, qui était située dans le département des Vosges et la région Lorraine.

## Histoire
Elle fut créée le 1er janvier 2007, par arrêté préfectoral du 1er décembre 2006.
Le préambule des statuts annonce « Les communes de Bussang, Fresse-sur-Moselle et Saint-Maurice-sur-Moselle ont trouvé de nombreux points communs et ont des besoins similaires ou complémentaires. Aussi, ont-elles décidé de se regrouper, pour mettre en commun une partie de leurs compétences respectives, au sein d'une Communauté de communes afin de créer une dynamique intercommunale. Cette dynamique pourrait permettre de regrouper plus largement les communes du canton du Thillot qui le désireraient.» Cependant, les autres communes du canton ont créé depuis la Communauté de communes du Val de Rupt et Thillot, rebaptisée en mars 2007 Communauté de communes des Mynes et Hautes-Vosges du sud.
Le 1er janvier 2013, sur proposition du Secrétaire général de la Préfecture, elle fusionne avec la Communauté de communes des Mynes et Hautes-Vosges du sud pour former la Communauté de communes des Ballons des Hautes-Vosges.

## Composition
Elle était composée des 3 communes suivantes :
1. Bussang
2. Fresse-sur-Moselle
3. Saint-Maurice-sur-Moselle (siège)

## Compétences
Le groupement est compétent pour :
- Acquisition en commun de matériel
- Action de développement économique (Soutien des activités industrielles, commerciales ou de l'emploi, Soutien des activités agricoles et forestières...)
- Assainissement non collectif
- Autres
- Collecte des déchets des ménages et déchets assimilés
- Constitution de réserves foncières
- Construction ou aménagement, entretien, gestion d'équipements ou d'établissements culturels, socioculturels, socio-éducatifs, sportifs
- Création, aménagement, entretien et gestion de zone d'activités industrielle, commerciale, tertiaire, artisanale ou touristique
- Opération programmée d'amélioration de l'habitat (OPAH)
- Schéma de cohérence territoriale (SCOT)
- Tourisme
- Traitement des déchets des ménages et déchets assimilés

## Budget et fiscalité
- Total des produits de fonctionnement : 1 083 000 euros, soit 212 euros par habitant
- Total des ressources d’investissement : 98 000 euros, soit 19 euros par habitant
- Endettement : 0 euros, soit 0 euros par habitant[2],[3].

## Politique et administration
| Période                                  | Période          | Identité          | Étiquette | Qualité                                                                                         |
| ---------------------------------------- | ---------------- | ----------------- | --------- | ----------------------------------------------------------------------------------------------- |
| Les données manquantes sont à compléter. |                  |                   |           |                                                                                                 |
|                                          | 1er janvier 2013 | Dominique Peduzzi | DVD       | Maire de Fresse-sur-Moselle (depuis 1995) Conseiller général du canton du Thillot (depuis 2011) |